# ويليام راسيل روبنسون
ويليام راسيل روبنسون (بالإنجليزية: William Russell Robinson)‏ هو سياسي أمريكي، ولد في 5 فبراير 1942. حزبياً، نشط في الحزب الديمقراطي. وقد انتخب عضو مجلس نواب بنسيلفانيا.